# Salmo ischchan
Espèce
Statut de conservation UICN

 CR  : 
En danger critique
Salmo ischchan, ou Truite de Sevan (également parfois nommée Truite tachetée), est une espèce de poissons d'eau douce de la famille des Salmonidae.

## Répartition
Salmo ischchan est endémique d'Arménie. et ne se rencontre que dans le lac Sevan.
Cette truite est menacée par divers concurrents introduits à l'époque de l'URSS, comme le Corégone Lavaret du lac Ladoga, le Poisson rouge ou l'Écrevisse à pattes grêles.

## Description
Salmo ischchan mesure habituellement une trentaine de centimètres ; la taille maximale enregistrée est de 104 cm pour un poids de 17 kg.

## Liste des sous-espèces
Selon BioLib (2 août 2024) :
- Salmo ischchan aestivalis (Fortunatov, 1927)
- Salmo ischchan danilewskii (Yakowlew, 1888)
- Salmo ischchan gegarkuni (Kessler, 1877)
- Salmo ischchan ischchan Kessler, 1877

Aucune de ces sous-espèces n'est considérée comme valide par le WoRMS qui les considère comme des synonymes.

## Classification
Le nom valide complet (avec auteur) de ce taxon est Salmo ischchan Kessler, 1877,.
Le nom vernaculaire arménien est Սևանի իշխան, « Prince de Sévan » ; le poisson est également nommé Truite de Sevan ou Truite tachetée.
Salmo ischchan a pour synonymes :
- Salmo danilewskii Gulelmi, 1888
- Salmo gegarkuni Kessler, 1877
- Salmo ischchan danilewskii Gulelmi, 1888
- Salmo ischchan aestivalis Fortunatov, 1926
- Salmo ischchan gegarkuni Kessler, 1877

### Étymologie
Son épithète spécifique, de l'arménien իշխան, ischchan, « prince », reprend le nom vernaculaire local donné à cette espèce (Սևանի իշխան, « Prince de Sévan ») et fait référence à la rangée de taches sur sa tête faisant penser à une couronne.

### Publication originale
- (ru) Karl Kessler, [The Aralo-Caspian Expedition. IV. Fishes of the Aralo-Caspio-Pontine ichthyological region. Fishes of the Aralo-Caspio-Pontine ichthyological region. St. Petersburg], 1877, 360 p. (lire en ligne), p. 65-68.